# مشروع 596
المشروع 596، والذي أطلقت عليه وكالات الاستخبارات الأمريكية في الأصل اسم شيك-1، هو أول تجربة أسلحة نووية أجرتها جمهورية الصين الشعبية، جرى التفجير في 16 أكتوبر 1964، في موقع اختبارات لوب نور. وهو جهاز انشطار انفجاري صُنع من اليورانيوم المخصص لصنع الأسلحة (يورانيوم 235) المخصب في محطة انتشار غازي في لانتشو. بلغت إنتاجية القنبلة 22 كيلوطن، مقارنة بأول قنبلة نووية تابعة للاتحاد السوفيتي (إر ده إس - 1) في عام 1949 وقنبلة الرجل البدين الأمريكية التي أُلقيت على ناغازاكي في اليابان عام 1945. بعد هذه التجربة، أصبحت الصين خامس قوة نووية في العالم. كانت هذه أول تجربة نووية ناجحة أجرتها الصين بين عامي 1964 و1996.

## التطوير

### الدافع
بدأ برنامج الاسلحة النووية الصيني في 15 يناير 1955 بمساعدة علمية وتقنية من الاتحاد السوفيتي. كان الدافع وراء القرار الذي اتخذته القيادة الصينية هو المواجهات التي خاضتها الصين مع الولايات المتحدة في خمسينيات القرن العشرين، بما في ذلك الحرب الكورية، وأزمة مضيق تايوان الأولى في عام 1955، والابتزاز النووي. فسّر ماو تسي تونغ قراره أثناء اجتماع للحزب الشيوعي الصيني عام 1956:
«أصبحنا الآن أقوى مما كنا عليه في الماضي، وسنكون أقوى من الآن في المستقبل. لن يكون لدينا المزيد من الطائرات والمدفعية فحسب، بل والقنبلة الذرية أيضًا. في عالم اليوم، إذا لم نكن نريد التعرض للمضايقات، علينا أن نمتلك ذلك».
كان ماو على ثقة من أن قدرات الأسلحة النووية ستتيح للصين إثبات «إرادتها الوطنية» في التعامل مع أهداف السياسة العامة وردع التهديدات التي يتعرض لها الأمن القومي.

### التعاون مع الاتحاد السوفيتي
أُجريت الأبحاث والتصاميم واستعدادات الإنتاج الأولية بالاستعانة بالمشورة السوفيتية. أُنشئت الوزارة الثالثة لصنع الآليات في عام 1956 وأُجريت البحوث النووية في معهد الفيزياء والطاقة الذرية في بكين. أُنشئت محطة انتشار غازي لتخصيب اليورانيوم في لانتشو. في عام 1957، وقعت الصين والاتحاد السوفيتي على اتفاقية بشأن تقاسم تكنولوجيا الدفاع، والتي تضمنت نموذجًا أوليًا للقنابل الذرية زودته موسكو لبكين، فضلًا عن البيانات التقنية، وتبادل المئات من العلماء الروس والصينيين. بين الدولتين، أُجري بحث مشترك عن اليورانيوم في الصين. اختير موقع قريب من بحيرة لوب نور في مقاطعة سنجان ليكون موقع الاختبار الذي يقع مقره الرئيسي في مالان. بدأ بناء موقع الاختبار في الأول من أبريل 1960، وشارك فيه عشرات الالاف من العمال والسجناء في ظل ظروف قاسية. استغرق إتمام موقع تجربة لوب نور أربعة أعوام، شهد توسعًا شاملًا نتيجة لكونه الموقع الوحيد للتجارب النووية في الصين لأعوام قادمة، وهو أكبر موقع لتجربة الأسلحة النووية في العالم، إذ يغطي نحو مئة ألف كيلومتر مربع.
هدأت العلاقات الصينية السوفيتية خلال الفترة من 1958 إلى 1959. كانت الصين غاضبة إزاء انعدام المساعدات السوفيتية ضد الهند لدعم انتفاضة التبت في عام 1959 ومنح الدالاي لاما حق اللجوء السياسي. رفض الاتحاد السوفيتي لاحقًا تقديم الدعم للصين في الحرب الصينية الهندية في عام 1962. كان خروتشوف يرى أن العلاقة بين الصين والاتحاد السوفيتي أحادية الطرف بخصوص المساعدات السوفيتية مقابل القدرات العسكرية الصينية ولم يكترث لوجهة نظر ماو غير المبالي نسبيًا بشأن الحرب النووية. انهمك الاتحاد السوفيتي في مفاوضات حظر التجارب مع الولايات المتحدة في عام 1959 من أجل تخفيف حدة التوتر بين الاتحاد السوفيتي والولايات المتحدة، الأمر الذي حال دون تسليم النموذج الأولي إلى الصين. كانت الخلافات الشائعة بين الأيديولوجيات الشيوعية الروسية والصينية من بين العوامل التي أدت إلى تصعيد الانتقادات المتبادلة. تمثَّل رد روسيا بسحب تسليم النموذج الأولي للقنبلة وأكثر من 1400 مستشار وتقني روسي يعملون في 200 مشروع علمي في الصين بهدف تعزيز التعاون بين البلدين. سُمّي المشروع 596 بعد شهر يونيو 1959 الذي بدأ العمل فيه كمشروع نووي مستقل، وذلك بعد أن قرر نيكيتا خروتشوف التوقف مباشرة عن مساعدة الصين في برنامجها النووي في 20 يونيو 1959 واتجه ماو نحو سياسة إصلاح تتمثل بالاعتماد على الذات. بحلول 14 يناير 1964، جرى تخصيب ما يكفي من اليورانيوم 235 القابل للانشطار بنجاح في مصنع لانتشو. في 16 أكتوبر 1964، صُمم جهاز انشطار انفجاري لليورانيوم 235 بناءً على أدلة من كتابات أميركية وأوروبية بشأن أجهزة الانشطار والاستخبارات من تجارب الأسلحة التي أجرتها دول أخرى، بلغ وزن الجهاز 1550 كيلوغرامًا وفُجّر على برج طوله 102 مترًا.